# Belža
Belža (hongrois : Bölzse) est un village de Slovaquie situé dans la région de Košice.

## Histoire
La première mention écrite du village date de 1232.
La localité fut annexée par la Hongrie après le premier arbitrage de Vienne le 2 novembre 1938. En 1938, on comptait 323 habitants dont 5 juifs. Elle faisait partie du district de Košice, en hongrois Kassai járás. Durant la période 1938 -1945, le nom hongrois Bölzse était d'usage. À la libération, la commune a été réintégrée dans la Tchécoslovaquie reconstituée.

## Démographie

### Évolution de la population
| Année:               | 1994. | 2004.  | 2014.    | 2024.   |
| -------------------- | ----- | ------ | -------- | ------- |
| Nombre de personnes: | 375   | 357    | 411      | 442     |
| Différence:          |       | -4,8 % | +15,12 % | +7,54 % |

| Année:               | 2023. | 2024.   |
| -------------------- | ----- | ------- |
| Nombre de personnes: | 446   | 442     |
| Différence:          |       | -0,89 % |